# Милованов, Тимофей Сергеевич
Тимофе́й Серге́евич Милова́нов (Тимофій Сергійович Милованов; род. 18 марта 1975, Киев, Украинская ССР, СССР) — украинский государственный деятель и экономист. Министр развития экономики, торговли и сельского хозяйства Украины с 29 августа 2019 года по 4 марта 2020 года.
Специалист в области микроэкономики и теории игр. Доктор философии (2004), президент Киевской школы экономики, доцент (англ. associate professor) Питтсбургского университета (США). Заместитель главы Совета Нацбанка Украины (с 2016).

## Биография
Окончил Естественно-научный лицей № 145 (Киев). Окончил кафедру менеджмента Киевского политехнического института по специальности менеджмент (1997). В 1999 году получил степень магистра экономики в Консорциуме экономических исследований и образования (EERC, Economics Education and Research Consortium) при Киево-Могилянской академии. В 2001 году получил ещё одну степень магистра экономики (M.S.) — в Висконсинском университете в Мадисоне (США), и там же в 2004 году получил степень доктора философии (Ph.D.) по экономике.
В 2004—2008 годах постдок и младший профессор Боннского университета (Германия). В 2008—2011 годах ассистент-профессор Университета штата Пенсильвания (США). В 2010—2013 годах лектор Пенсильванского университета (США). С 2013 года — ассистент-профессор, с 2015 года ассоциированный профессор на постоянном контракте Питтсбургского университета (США).
В 2015 году — член международного академического совета Киевской школы экономики, в 2016 году — и. о. президента Киевской школы экономики, ныне её почётный президент.
В июле 2016 года постановлением Верховной рады Украины назначен членом Совета Национального банка Украины (НБУ) на пятилетний срок (он стал им от парламента, посредством первого открытого отбора кандидатов в члены Совета НБУ), с октября того же года заместитель главы Совета Национального банка Украины.
С 2014 года сооснователь и редактор VoxUkraine. В 2015—2016 году — заместитель редактора Review of Economic Design.
Публиковался в Review of Economic Studies, Journal of Economic Theory, American Economic Journal, International Economic Review.
В 2014 году вошёл в число Top Economic Thinkers по версии Forbes. В 2014 и 2015 годах включался в рейтинг лучших украинских экономистов по версии Forbes Ukraine.
Член Национального инвестиционного совета (с 24 декабря 2019).